# Anisentomon
Anisentomon (лат.) — род бессяжковых насекомых (Protura) из семейства Eosentomidae.

## Распространение
Китай.

## Описание
Мелкие бессяжковые. Дыхальца очень маленькие. Губные щупики с пучком щетинок. Передняя часть сенсиллы g толстая и лопатчатая. Тергиты II—VII с восемью А-щетинками. Тергит VIII с 6/9 щетинками (Pc присутствует). Тергиты X или XI с парой больших шипов. Тергит VIII с 2/7 щетинками (Pc присутствует). Гребень с гладким краем на VIII латеротергите. Глаза, усики и крылья отсутствуют. Жвалы развиты (с несколькими зубцами), максиллярная железа с длинным узким протоком. Дыхальца на мезо- и метанотуме.
- Anisentomon chinensis (Yin, 1965)
- Anisentomon heterochaitum Yin, 1977
- Anisentomon magnispinosum (Yin, 1965)
- Anisentomon quadrisetum Zhang & Yin, 1981